# Geneviève de Fontenay
Pour les articles homonymes, voir Fontenay.
Geneviève de Fontenay, née Geneviève Suzanne Marie-Thérèse Mulmann le 30 août 1932 à Longwy (Meurthe-et-Moselle) et morte le 1er août 2023 à Saint-Cloud (Hauts-de-Seine), est une femme d'affaires et une figure du monde des concours de beauté français.
Elle préside le comité Miss France de 1981 à 2010 (elle y travaille depuis 1954) et fonde ensuite le comité Miss Prestige National qu'elle dirige de 2010 à 2016. « La dame au chapeau » est reconnue pour son engagement dans la promotion de la beauté et de l'élégance françaises.
Outre son rôle dans l'univers des Miss, Geneviève de Fontenay se distingue par ses prises de position sur divers sujets sociopolitiques. Elle est une figure marquante de la culture populaire française, respectée pour sa rigueur, son intégrité et son dévouement à la cause des femmes.

## Biographie

### Famille et scolarité
Geneviève Suzanne Marie Thérèse Mulmann naît le 30 août 1932 à Longwy, fille d'André Mulmann (1903-1987), ingénieur des mines dans les aciéries d'Hagondange et de Marie-Thérèse Martin (1906-1992).
Elle est l'aînée d'une fratrie de dix enfants.
Scolarisée chez les religieuses de la Miséricorde à Metz, elle abandonne le lycée pour entrer à l'école hôtelière de Strasbourg, puis suivre une formation d'esthéticienne à 17 ans à Paris.

### Vie privée
En 1953, alors âgée de 21 ans, elle rencontre Louis Pierre Joseph Poirot, né le 23 octobre 1906 à Paris (13e). Ils ont ensemble un premier enfant, Ludovic, né dans le 9e arrondissement de Paris le 24 juillet 1954, qui se suicide à 29 ans dans son appartement de Versailles.
Louis Poirot est arrêté avant la guerre dans une affaire d'escroquerie de grande envergure, plus de 200 000 francs de l'époque de préjudice. Après guerre, se présentant comme ancien résistant et journaliste-publiciste, il est à nouveau condamné, cette fois pour faux.
Le couple s'établit à Saint-Cloud et Geneviève Mulmann qui est esthéticienne devient modéliste et mannequin. Un second enfant, Xavier, naît de leur union libre en 1961.
Louis Poirot meurt à Saint-Cloud le 16 mars 1981.

### Patronyme et pseudonyme

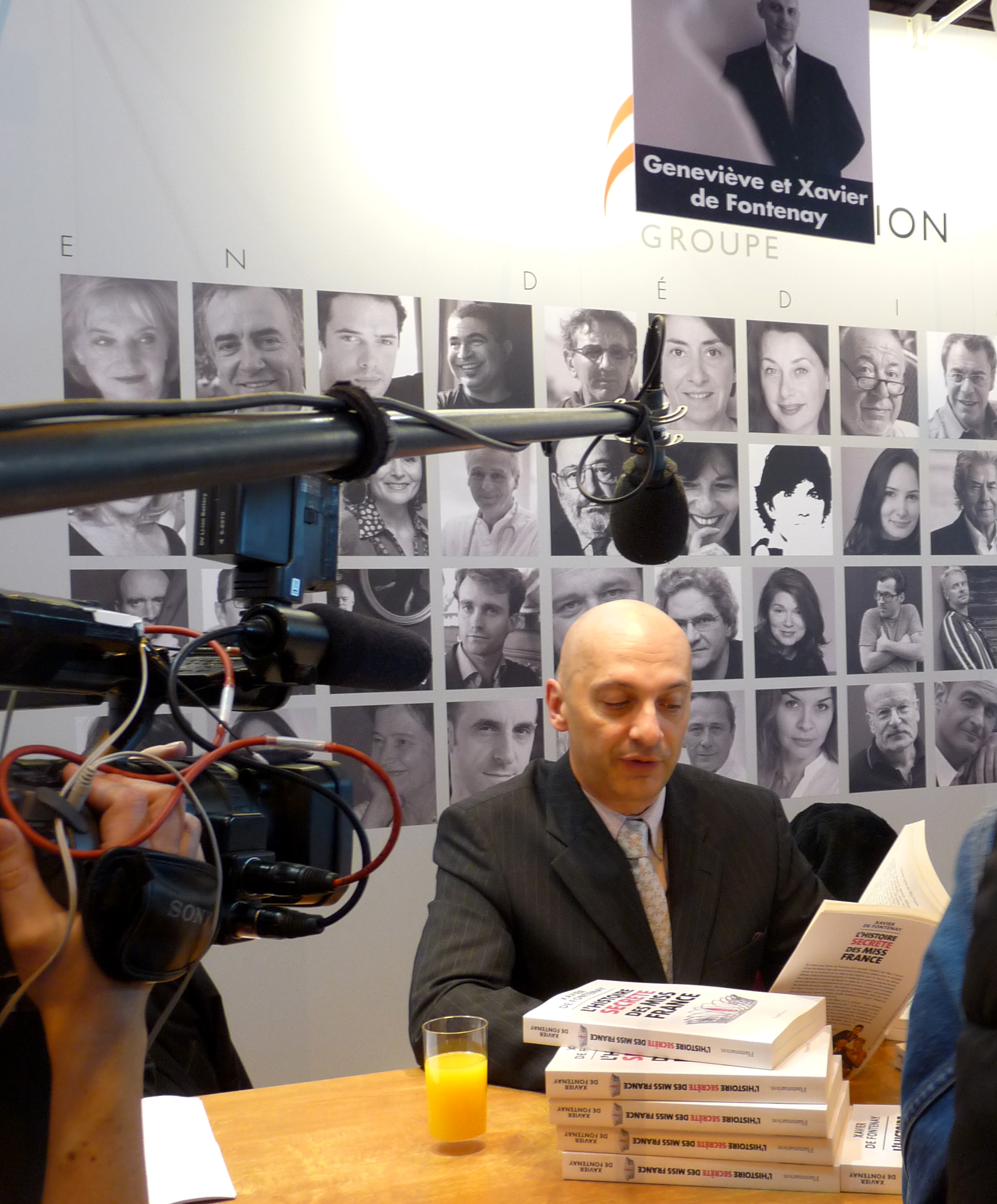
Xavier de Fontenay au festival du Livre de Paris (30 mars 2010).

Le pseudonyme « de Fontenay » aurait été utilisé par Louis Poirot en tant que résistant durant l'Occupation. Ses deux fils, Ludovic et Xavier, sont déclarés sous le patronyme « Poirot de Fontenay ». Toutefois, à la demande du procureur de la République de Nanterre, les actes de naissance et de mariage de Xavier Poirot et les actes de naissance de ses filles sont rectifiés pour que leur état civil soit changé en Poirot, sans la particule ni le pseudonyme, une décision confirmée par les arrêts successifs de la cour d'appel de Versailles le 24 octobre 2004, puis de la Cour de cassation le 11 juillet 2006,.
Le Journal officiel du 14 septembre 2006 publie la requête de M. Poirot (Xavier, Louis, André), né le 13 octobre 1961 à Saint-Cloud, auprès du garde des Sceaux, « tant en son nom personnel qu'au nom de ses enfants mineurs Adèle (née le 15 juillet 1996) et Agathe (née le 28 août 2000) afin d'ajouter « de Fontenay » à leur nom patronymique, pour s'appeler dorénavant Poirot de Fontenay ».
Un décret de changement de nom, signé le 23 janvier 2007 par le Premier ministre Dominique de Villepin et publié le 25 au Journal officiel , a finalement autorisé le changement de nom en « Poirot de Fontenay » pour Xavier Poirot et ses deux filles mineures. Leurs actes de naissance ont été modifiés en ce sens en avril 2007.
N'ayant pas été mariée avec le père de ses enfants, Geneviève Mulmann n'était pas concernée par ce décret et a pu continuer d'user librement du pseudonyme « Geneviève de Fontenay ».

### Tenue vestimentaire
Geneviève de Fontenay possède un unique style de chapeau créé par le modiste Daniel Masson et baptisé « Le Fontenay » qui constitue sa marque de fabrique et lui vaut le surnom de « la Dame au Chapeau ». En portant un couvre-chef, elle suit les conseils de son compagnon qui juge alors que « sa tête est trop petite pour son corps ».
Le style de ses tenues assorties, noires et blanches, est systématiquement très limité et reste inchangé depuis 1957, année où il devient à la mode.

### Au sein du comité Miss France

#### Assistante puis présidente du Comité Miss France

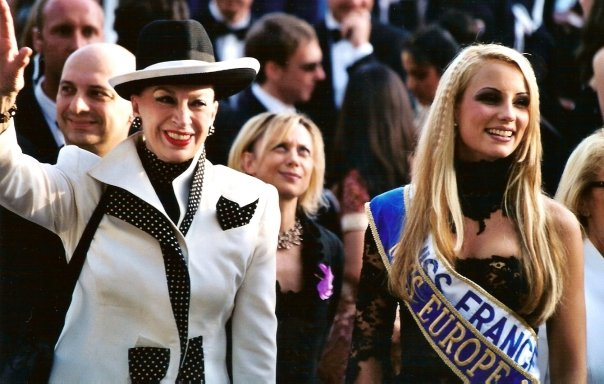
Geneviève de Fontenay et Élodie Gossuin au festival de Cannes 2002.

Geneviève de Fontenay intègre, comme secrétaire générale, l'association du comité Miss France, présidé par Guy Rinaldo, en 1954. Résidant toujours à Saint-Cloud, elle est élue Miss Élégance en 1957 alors qu'elle est mannequin chez Balenciaga. Louis Poirot devient au même moment délégué général du comité. Geneviève devient l'assistante de Louis en 1962.
Après le décès de son compagnon en 1981, elle reprend le comité Miss France, y associe son fils et transforme l'organisation en société.

#### Développement médiatique
Le 31 décembre 1986, l'élection de Miss France est retransmise pour la première fois à la télévision et diffusée sur FR3, selon la volonté de la directrice des programmes de variétés et divertissements Sabine Mignot et de l'animateur Guy Lux. Ce dernier anime l'émission, avec au standard, Céleste Prior d'Europe 1, radio associée au programme. Cette première retransmission dans son intégralité et en direct connaitra un cafouillage dans l'annonce du résultat final.
La chaîne (devenue France 3) diffuse l'élection jusqu'en décembre 1994. Geneviève de Fontenay et son fils assistent successivement les animateurs Guy Lux, Sacha Distel, Yves Lecoq et Julien Lepers.
L'élection de Miss France est transférée sur TF1 en décembre 1995 et produite par Glem Production (dirigée par Gérard Louvin). En mars 2002, Geneviève de Fontenay et son fils Xavier vendent la partie commerciale et télévisuelle de leur entreprise à la société Endemol qui produit des jeux télévisés, des émissions de divertissement, d'information et de téléréalité comme Loft Story et Star Academy notamment. Le salaire de Geneviève de Fontenay, en tant que directrice adjointe de la société Miss France, est de 5 000 euros par mois. Elle coprésente l'élection de Miss France, avec Jean-Pierre Foucault et également avec Sylvie Tellier certaines années, jusqu'en décembre 2009.

#### Polémique autour de Miss France 2008
À la suite de la publication par le magazine Entrevue de photos suggestives de la Réunionnaise et Miss France 2008 Valérie Bègue, Geneviève de Fontenay souhaite que celle-ci restitue son titre, au motif qu'elle aurait enfreint le règlement du Comité Miss France. À la suite de manifestations réunionnaises, la société Miss France décide de ne pas lui retirer son titre mais la remplace par une dauphine pour représenter la France dans les concours internationaux de Miss et certains galas régionaux.
C'est ainsi que Laura Tanguy, deuxième dauphine de Miss France, est officiellement la remplaçante de Valérie Bègue aux élections de Miss Monde 2008, de Miss Univers 2008, ainsi qu'aux élections régionales aux côtés de la présidente du comité Miss France.

### De Miss France à Miss Nationale

#### Rupture avec Endemol et la société Miss France
Le 13 février 2010, Geneviève de Fontenay adresse à Endemol et à la société Miss France une lettre de récrimination, à la suite de plusieurs scandales qu'elle n'aurait pas supportés. Le même jour, elle confirme son intention de quitter la société Miss France et de créer un nouveau concours de Miss en janvier 2011.

#### Création d'un nouveau comité de Miss
Parallèlement à la société Miss France appartenant à Endemol France, Geneviève de Fontenay crée officiellement, le 21 octobre 2010, un comité dissident dont le nom est le comité Miss Nationale. La première Miss Nationale élue est Barbara Morel, le 5 décembre 2010, soit le lendemain de l'élection de Miss France 2011, Laury Thilleman.

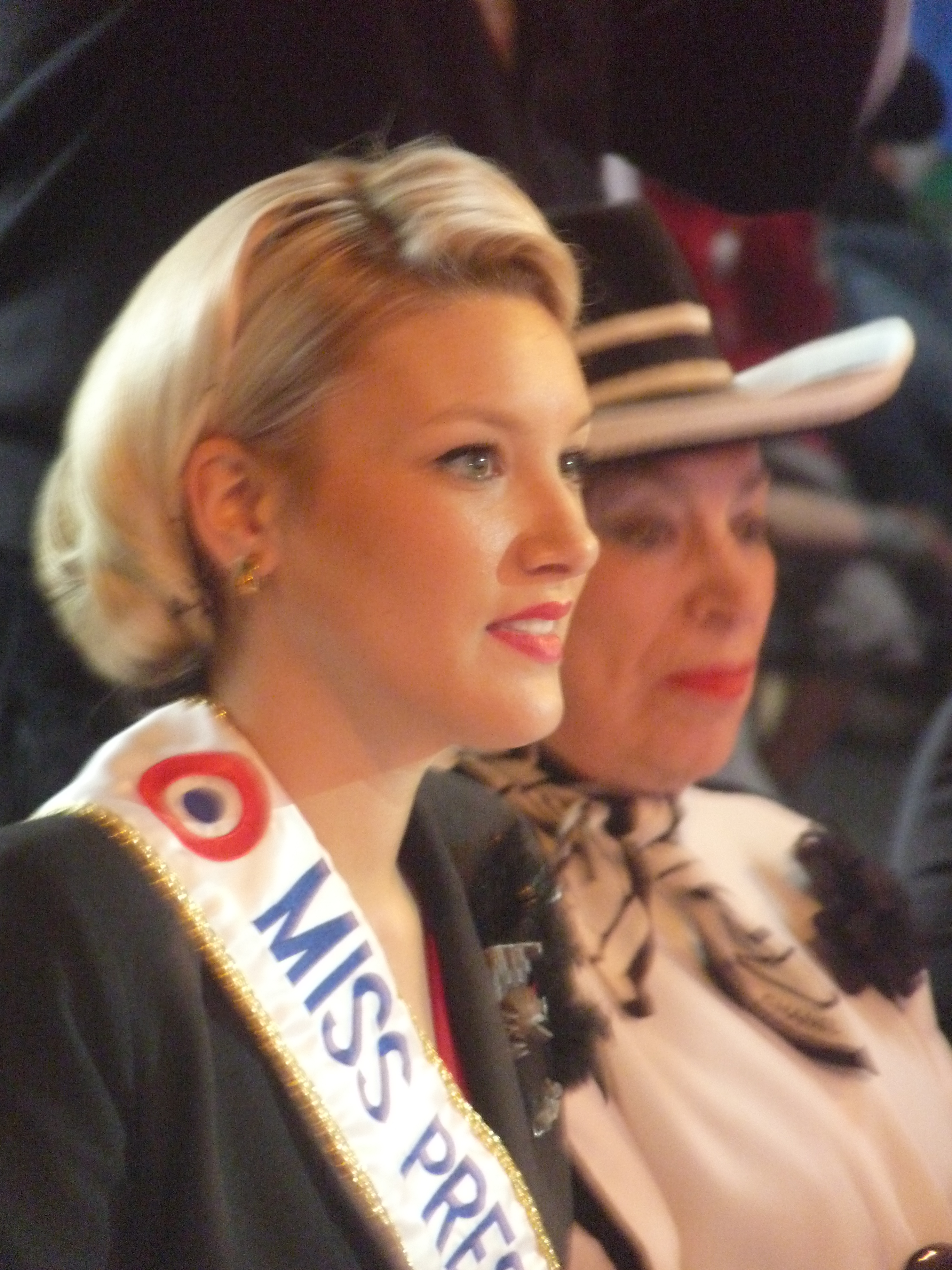
Geneviève de Fontenay et Miss Prestige National 2012 Christelle Roca lors de la demi-finale de l'élection de « Super Mamie » à Saint-Cyprien, le 15 avril 2012.

Le 10 novembre 2011, la justice interdit à Geneviève de Fontenay d'organiser son concours pour 2012. Elle annonce cependant que le concours aura bien lieu mais sans elle. Christiane Lillio (Miss France 1968) est nommée présidente du comité Miss Nationale.
Le 17 novembre 2011, Geneviève de Fontenay confirme le maintien de l'élection mais, à la suite de l'assignation devant le tribunal de grande instance de Nanterre par Michel Le Parmentier, détenteur de la marque « Miss Nationale », pour contrefaçon et usage illicite d'une marque déposée à l'Institut national de la propriété industrielle (INPI), Geneviève de Fontenay annonce que le concours est rebaptisé « Miss Prestige National » et qu'elle n'utilisera plus le logo qui s'inspire directement de son chapeau.
Depuis 2012, la dénomination « Miss Nationale » est utilisée par le comité Miss Nationale de Michel Le Parmentier.
Les élections sont retransmises certaines années par des médias tels que RMC, BFM TV, Non Stop People et des chaînes de télévision locales.
En janvier 2016, à 83 ans, Geneviève de Fontenay annonce qu'elle se retire officiellement de tous les concours de beauté, déclarant qu'« elle ne se sent plus dans son élément dans cette société ». De 2016 à 2020, elle est la marraine de la finale du concours Reine de cœur France.

### Après son retrait des concours de beauté
Geneviève de Fontenay se retire des concours de beauté le 16 janvier 2016,. Toutefois, elle continue de parcourir la France à la rencontre de son public dans des séances de dédicaces dans les supermarchés, dans les salons du mariage ou dans les foires.
En 2020, à la suite d'un différend avec Sylvie Tellier, elle refuse l'invitation de la société Miss France à participer au centenaire du concours à l'occasion de l'élection de Miss France 2021.

### Prises de position

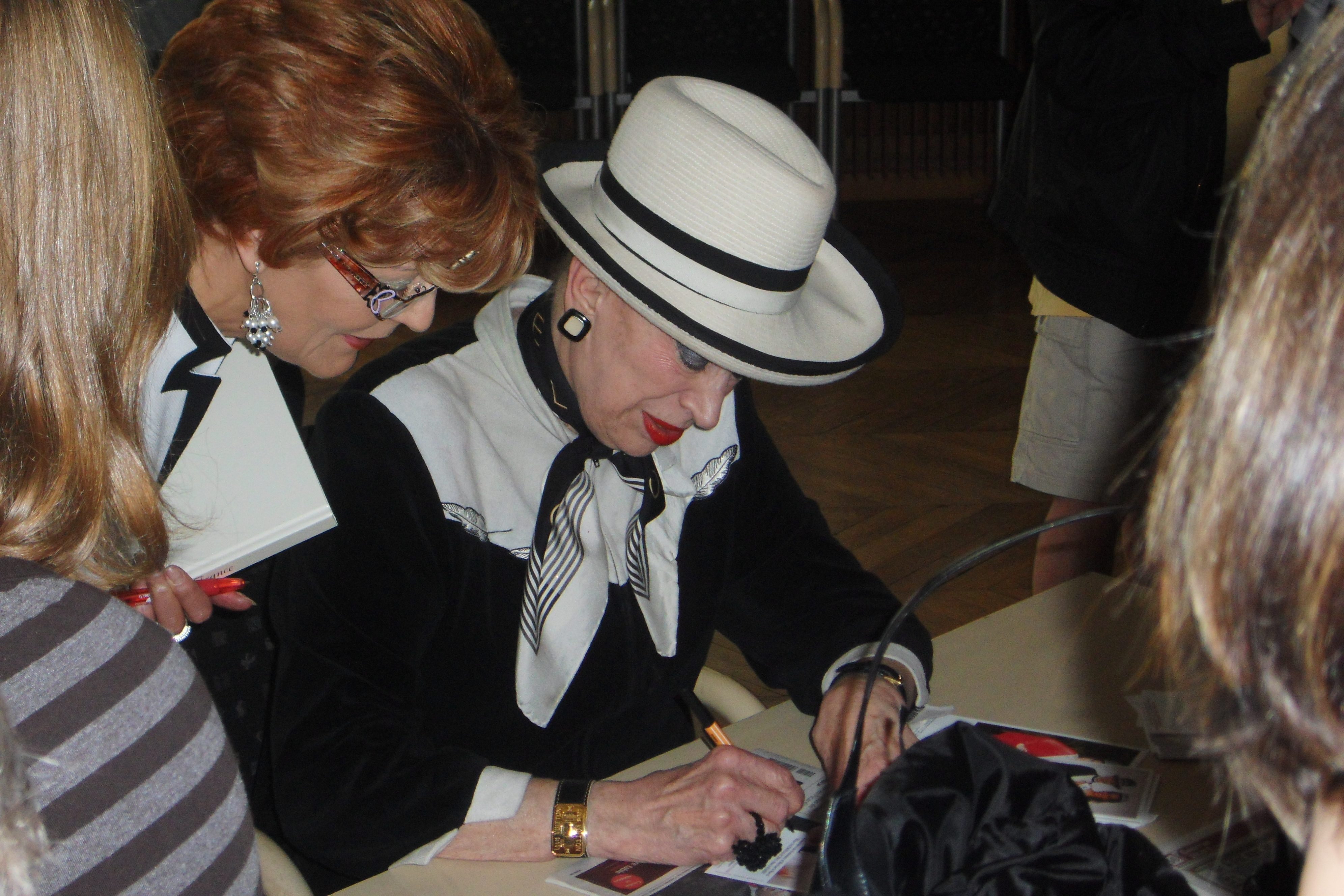
Séance de dédicace en 2011.

En 2002, elle soutient Arlette Laguiller candidate Lutte ouvrière à l'élection présidentielle. Pour la campagne présidentielle de 2007, elle se prononce pour la candidate du Parti socialiste, Ségolène Royal et en 2012, elle appelle à voter pour le candidat socialiste François Hollande.
En 2016, elle propose de changer l'appellation mariage homosexuel par « gayriage » et prend position contre l'homoparentalité, la gestation pour autrui et la procréation médicalement assistée pour les lesbiennes. Elle rejoint La Manif pour tous de Ludovine de La Rochère.
Elle soutient le candidat du parti En marche, Emmanuel Macron, pour l'élection présidentielle de 2017. Elle est également présente à son meeting à Lyon le 4 février 2017, à l'invitation du sénateur-maire de Lyon Gérard Collomb. En avril 2018, toutefois, elle lance avec Florian Philippot une initiative contre la politique antisociale du président Emmanuel Macron . Elle précise cependant ne pas soutenir politiquement le président des Patriotes. Cette annonce déclenche une polémique, du fait du passé frontiste de Florian Philippot. Geneviève de Fontenay déclare alors qu'elle n'apparaîtra plus à ses côtés en indiquant : « J'ai toujours voté à gauche, sauf quand j'ai voté Jacques Chirac contre Le Pen ».
Après avoir soutenu le mouvement des Gilets jaunes, elle s'en désolidarise trouvant « ridicule » le blocage des ronds-points.
En 2019, alors que la présidente de la Société Miss France Sylvie Tellier avance qu'elle « ne s'oppose pas à ce qu'une femme transgenre soit candidate au titre de Miss France », Geneviève de Fontenay se déclare résolument hostile à cette idée, qu'elle juge « contre nature », « déshonorante » et « salissante pour le titre de Miss France ». Les associations STOP Homophobie et SOS Homophobie déposent plainte pour « injure publique » et « provocation à la haine et à la discrimination en raison de l'identité de genre »,. La mort de Geneviève de Fontenay entraîne l'extinction de la procédure judiciaire.

### Honneurs
En marge de l'élection de Miss Seine-et-Marne 2002 à Lizy-sur-Ourcq, ville où elle passait ses vacances étant enfant, Geneviève de Fontenay reçoit la médaille du Mérite et Dévouement Français, récompensant « le bien et la valeur ».
Elle refuse la Légion d'honneur et déclare dans une interview publiée le 2 janvier 2015 : « C’est vraiment désacraliser le ruban que de le distribuer à n’importe qui comme des médailles en chocolat ».

### Mort et hommages
Geneviève de Fontenay meurt à l'âge de 90 ans, le 1er août 2023 à la clinique du Val d'Or de Saint-Cloud, des suites d'une crise cardiaque. Selon ses dernières volontés, elle est inhumée aux côtés de son compagnon Louis et de son fils Ludovic dans une cérémonie respectant une stricte intimité familiale, au cimetière parisien d'Ivry-sur-Seine.
Le 16 décembre 2023, lors de l'élection de Miss France 2024, un hommage lui a été rendu avec notamment un tableau regroupant 39 Miss France de Muguette Fabris (Miss France 1963) à Indira Ampiot (Miss France 2023),,.
En juin 2024, Hubert Guérin, son dernier collaborateur, publie Les derniers secrets de la dame au chapeau, la première biographie officielle posthume,. L'auteur y révèle notamment les violences physiques et psychologiques que Madame de Fontenay aurait subies de son fils cadet Xavier,.

## Filmographie
- 2003 : Les Clefs de bagnole, film de Laurent Baffie : Une femme du happy-end qui sonne à la porte
- 2004 : Léa Parker (série télévisée avec Sonia Rolland) - saison 1, épisode 14
- 2019 : La Minute vieille, saison 6 (épisodes 4, 5, 6, 11 et 15)
- En 2013, Geneviève de Fontenay et Karl Lagerfeld apparaissent en tant que personnages dans l'épisode 223 Mister Chat de la série télévisée d'animation Oggy et les Cafards (saison 4, épisode 28).

## Publications

### Livres avec CD
- Geneviève de Fontenay et Anaël Dena (ill. Rozenn Follio), Le Petit Chaperon rouge, MFG Education, coll. « Geneviève de Fontenay raconte », 2004, 22 p. (ISBN 978-2-75020-117-3)
- Geneviève de Fontenay et Anaël Dena (ill. Marie-Laure Viney), Les trois petits cochons, MFG Education, coll. « Geneviève de Fontenay raconte », 2004, 22 p. (ISBN 978-2-75020-118-0)
- Geneviève de Fontenay et Anaël Dena, La Belle au bois dormant, MFG Education, coll. « Geneviève de Fontenay raconte », 2004, 22 p.
- Geneviève de Fontenay et Anaël Dena (ill. Marie-Laure Viney), Blanche-Neige et les sept nains, MFG Education, coll. « Geneviève de Fontenay raconte », 2004, 22 p. (ISBN 978-2-75020-120-3)
- Geneviève de Fontenay, Anaël Dena et Claude Samard, Cendrillon, MFG Education, coll. « Geneviève de Fontenay raconte », 2005, 22 p.

### Ouvrages
- Geneviève de Fontenay et Sylvie Tellier, Sans compromis : Conversations avec Sylvie Tellier, Miss France 2002, Michel Lafon, 2005, 296 p. (ISBN 978-2-74990-290-6)
- Geneviève de Fontenay a signé les préfaces des livres pour enfants :
  - Pacôme Toulemonde ! de Rom Juan et Lucile Notin-Bourdeau (2017)
  - Tatoublié de A à Z de Rom Juan (2018)
- Elle apparaît en tant que personnage dans la bande dessinée Les Gendarmes de Jenfèvre, Sulpice et Cazenove (Bamboo Édition).
- Geneviève de Fontenay participe et signe la préface du livre Les derniers secrets de la dame au chapeau publié par son dernier collaborateur, Hubert Guérin

## Documentaire
- La Vraie vie de Geneviève de Fontenay, documentaire de Jean Luret, co-écrit et réalisé par Henry-Jean Servat, produit par France 3 Lorraine et diffusé sur France 3 (réseau national).